# Hjälp mig, min Gud, ack, fräls min själ
Hjälp mig, min Gud, ack, fräls min själ är en bot- och bättringspsalm av Johan Olof Wallin. Melodin är komponerad av Burkhard Waldis 1553, i hans psaltare med texten Herr Gott in deinem höchten Thron.
Psalmen har 6 verser och inleds 1819 med orden:
Hjälp mig, min Gud, ack, fräls min själ:
Till dig jag usle syndaträl
Min tillflykt äntligt tager.
Du ser, hur arm och krank jag är
I Sionstoner 1935 är det nya anslaget "Det finns ett ord, för mig så kärt" från verserna 5-6:
Det finns ett ord, för mig så kärt
Så fast och så anammansvärt
Till själens liv och hälsa:
Att Jesus världens synder bar
Psalmen bearbetades 1979 av Anders Frostenson och enbart verserna 4–6 behölls. Psalmen har i denna bearbetning titelraden "Jag till din måltid bjudits in".

## Publicerad i
- 1819 års psalmbok som nr 184 under rubriken "Nådens ordning. Omvändelsen".
- 1935 Sionstoner som nr 280 med titelraden "Det finns ett ord, för mig så kärt", under rubriken "Nådens ordning. Omvändelsen".
- 1937 års psalmbok som nr 280 under rubriken "Bättring och omvändelse".
- Den svenska psalmboken 1986 som nr 529 med titelraden "Jag till din måltid bjudits in", under rubriken "Sökande — tvivel".
- 1988 Lova Herren 1988 som nr 331